# Ideas sobre la novela
Ideas sobre la novela (1925) es un ensayo de crítica literaria escrito por el filósofo español del novecentismo José Ortega y Gasset.
En esta obra aplica las ideas contenidas en otro ensayo de 1925, La deshumanización del arte, al género literario novelístico, que por entonces consideraba en crisis.
Tal como señala el propio autor, su meditación sobre cuestiones de poética y crítica literaria nació cuando comentó las novelas de Pío Baroja con motivo de la publicación de la última, Las figuras de cera (1924) y el prólogo que Baroja le puso para contestar a sus críticas.
La novela, comenta Ortega, está agotándose tanto por la dificultad de hallar nuevos temas como por las crecientes exigencias estéticas de los lectores selectos. El relato en los parámetros del realismo decimonónico ya no atraía el interés de estos. Por lo que el novelista debe compensar el agotamiento de los temas con un cuidado exquisito de "los demás ingredientes". Así, el argumento "humano" y el reflejo de las realidades sociales deben ceder paso a lo imaginativo o lo intelectual y a los valores de la estructura o del estilo. Se llegaría así a una novela "deshumanizada" en que la acción sería un mero "soporte mecánico" de otros elementos más aptos, según Ortega, para proporcionar el goce artístico "puro".
“De narrativo o indirecto se ha ido haciendo el género (la novela) descriptivo o directo” y la novela debe de ser un “género moroso”, al estilo de Marcel Proust, que desprecie la acción para ceñirse a otros elementos, ya que lo importante en una novela no son los hechos que acontecen. En su concepción de la novela ve cómo primordial que el lector se “sumerja” en un mundo irreal creado por el autor. Resume los preceptos de la nueva novela en cuatro rasgos:
- La característica más importante porque incluye a las otras es el hermetismo. Dominar al lector que, de puro placer, se aísla del mundo exterior en una atmósfera o ambiente creado por el autor, ajeno de contener elementos externos ideológicos o históricos. Quiere decir por tanto, que el ambiente creado tiene que ser intrascendente: “Un novelista es el hombre a quien, mientras escribe, le interesa su mundo imaginario más que ningún otro posible”
- Los autores no deben definir a sus personajes psicológicamente, sino que estos deben mostrarse a través de sus actos, comentarios y demás caracterizaciones propias.
- Morosidad del género, que debe rehuir la acción y centrarse en las descripciones y no en la trama
- Intrascendencia y cotidianeidad, espíritu lúdico: debe tratar asuntos cotidianos (tal y como dice Ortega de “Vida Provinciana”), ya que la trama no es lo esencial en la novela sino solo un hilo conductor.

Estas ideas influyeron sensiblemente la narrativa de la época, en especial la novecentista: Benjamín Jarnés, Ramón Pérez de Ayala y Gabriel Miró siguieron en todo o en parte estas indicaciones.  